# Daybreak (Ayumi Hamasaki)
Daybreak è un brano musicale della cantante giapponese Ayumi Hamasaki pubblicato come suo venticinquesimo singolo il 6 marzo 2002. Il brano è il primo, ed al 2012 l'ultimo, singolo della cantante a non aver raggiunto la vetta della classifica Oricon dei singoli più venduti in Giappone, fermandosi alla seconda posizione.

## Tracce
CD singolo AVCD-30348
Testi e musiche di Ayumi Hamasaki, D・A・I e Matsuda Junichi.
1. Daybreak (Hal's Mix 2002)
2. No More Words (Brent Mini'S Rotary Mix)
3. I Am... (Night Clubbers mix)
4. No More Words (Nicely Nice remix)
5. I Am... (Ram's Special 11Days Mix)
6. No More Words (Turn Up the Break mix)
7. I Am... (Huge Fairy Tale mix)
8. No More Words (Laugh & Peace Mix)
9. Daybreak (Hal's Mix 2002) (Instrumental)
10. Opening Run (CMJK's extended mix)

Durata totale: 58:02

## Classifiche
| Classifica (2001)           | Posizione più alta |
| --------------------------- | ------------------ |
| Oricon Weekly Singles Chart | 2                  |